# Kanton Épinal-Ouest
Kanton Épinal-Ouest (fr. Canton d'Épinal-Ouest) byl francouzský kanton v departementu Vosges v regionu Lotrinsko. Skládal se z 12 obcí. Zrušen byl po reformě kantonů 2014.

## Obce kantonu
- Chantraine
- Chaumousey
- Darnieulles
- Domèvre-sur-Avière
- Dommartin-aux-Bois
- Épinal (západní část)
- Fomerey
- Les Forges
- Girancourt
- Golbey
- Renauvoid
- Sanchey
- Uxegney